# Damery (Marne)
Pour les articles homonymes, voir Damery.
Damery est une commune française située dans le département de la Marne et la région Grand Est.
Ses habitants sont appelés les Dameryats.

## Géographie

### Description

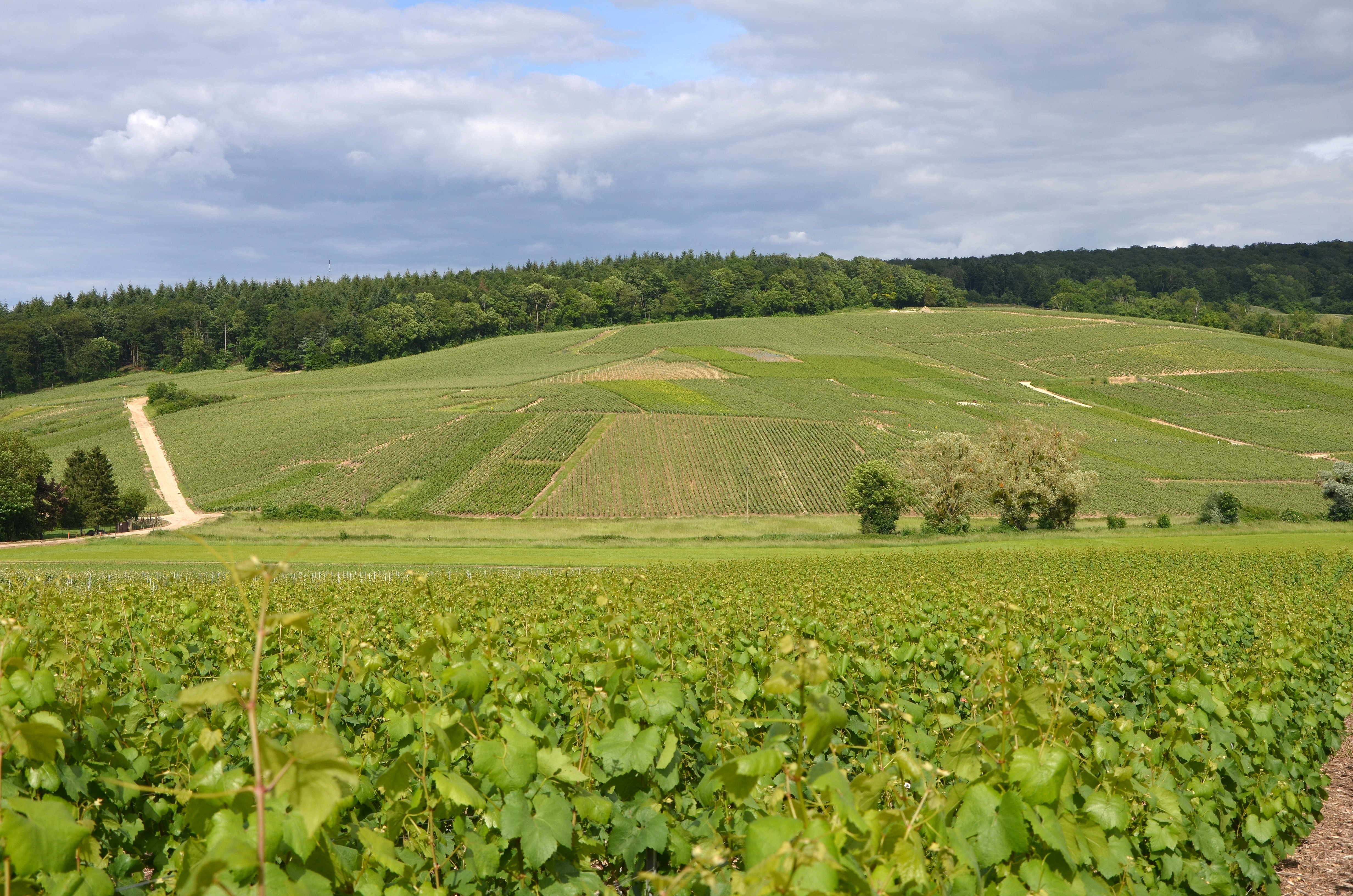
Le vignoble au-dessus de Damery.

La superficie totale de la commune est de 1544 hectares dont 334 hectares de vignes cultivées.
Damery fait partie du parc naturel régional de la Montagne de Reims. Le village est situé dans la zone viticole de la  vallée de la Marne.
Damery est traversé par le Sentier de grande randonnée GR14, confondu avec le sentier de grande randonnée de pays. GRPentre Marne et Champagne.

### Communes limitrophes
Les communes limitrophes sont  Belval-sous-Châtillon, Boursault, Cumières, Fleury-la-Rivière, Hautvillers, Mardeuil, Romery, Vauciennes et Venteuil.
| Belval-sous-Châtillon | Fleury-la-Rivière | Romery, Hautvillers |
| Venteuil              | Damery            | Cumières            |
| Boursault             | Vauciennes        | Mardeuil            |

### Hydrographie
La commune est dans la région hydrographique « la Seine de sa source au confluent de l'Oise (exclu) » au sein du bassin Seine-Normandie. Elle est drainée par la Marne, la Fausse Marne, le ru de Brunet, Dérivation de Damery, le canal 01 des Beaunes, le cours d'eau 02 des Vieilles Eaux, le Fossé 01 des Treilles Monet, le Fossé 01 du Point du Jour, le ru des Charmes, divers bras de la Marne et divers autres petits cours d'eau,.
La Marne  prend sa source sur le plateau de Langres, dans la commune de Saints-Geosmes (Haute-Marne) et se jette dans la Seine entre Charenton-le-Pont et Alfortville (Val-de-Marne) dans le quartier de Conflans-l'Archevêque. Les caractéristiques hydrologiques de la Marne sont données par la station hydrologique située sur la commune. Le débit moyen mensuel est de 77,7 m3/s. Le débit moyen journalier maximum est de 497 m3/s, atteint lors de la crue du 29 janvier 2018. Le débit instantané maximal est quant à lui de 500 m3/s, atteint le même jour.

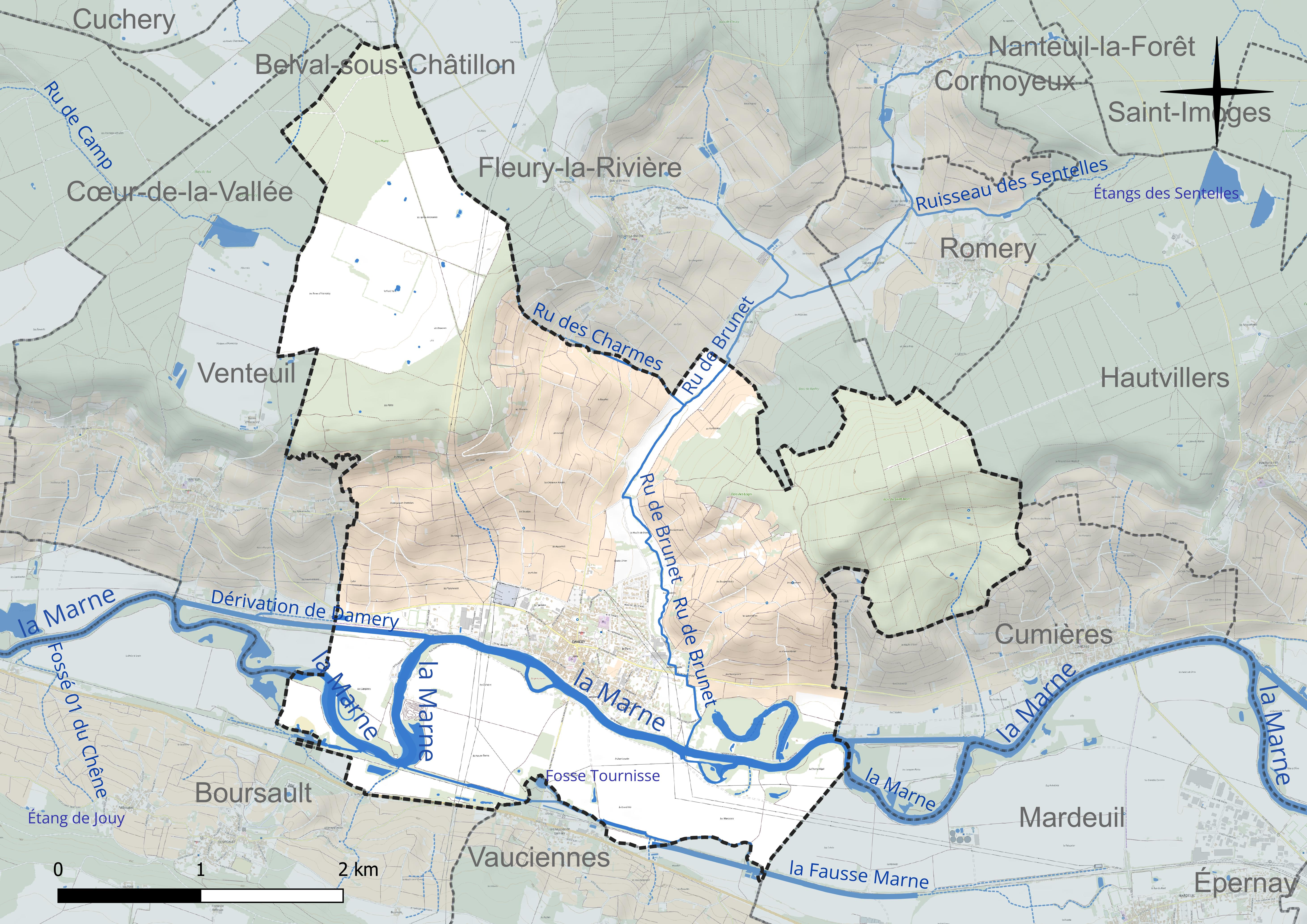
Réseau hydrographique de Damery.

Un plan d'eau complète le réseau hydrographique : la fosse Tournisse, d'une superficie totale de 0,8 ha (0 ha sur la commune),.

### Climat
Pour des articles plus généraux, voir Climat du Grand Est et Climat de la Marne.
En 2010, le climat de la commune est de type climat océanique dégradé des plaines du Centre et du Nord, selon une étude du Centre national de la recherche scientifique s'appuyant sur une série de données couvrant la période 1971-2000. En 2020, Météo-France publie une typologie des climats de la France métropolitaine dans laquelle la commune est exposée à un climat océanique altéré et est dans la région climatique Nord-est du bassin Parisien, caractérisée par un ensoleillement médiocre, une pluviométrie moyenne régulièrement répartie au cours de l’année et un hiver froid (3 °C).
Pour la période 1971-2000, la température annuelle moyenne est de 10,7 °C, avec une amplitude thermique annuelle de 15,9 °C. Le cumul annuel moyen de précipitations est de 694 mm, avec 11,1 jours de précipitations en janvier et 8 jours en juillet. Pour la période 1991-2020, la température moyenne annuelle observée sur la station météorologique de Météo-France la plus proche, « Chouilly », sur la commune de Chouilly à 11 km à vol d'oiseau, est de 11,4 °C et le cumul annuel moyen de précipitations est de 668,9 mm. 
La température maximale relevée sur cette station est de 40,3 °C, atteinte le 25 juillet 2019 ; la température minimale est de −12,3 °C, atteinte le 5 février 2012,,.
Les paramètres climatiques de la commune ont été estimés pour le milieu du siècle (2041-2070) selon différents scénarios d'émission de gaz à effet de serre à partir des nouvelles projections climatiques de référence DRIAS-2020. Ils sont consultables sur un site dédié publié par Météo-France en novembre 2022.

## Urbanisme

### Typologie
Au 1er janvier 2024, Damery est catégorisée bourg rural, selon la nouvelle grille communale de densité à sept niveaux définie par l'Insee en 2022.
Elle est située hors unité urbaine. Par ailleurs la commune fait partie de l'aire d'attraction d'Épernay, dont elle est une commune de la couronne,. Cette aire, qui regroupe 44 communes, est catégorisée dans les aires de 50 000 à moins de 200 000 habitants,.

### Occupation des sols

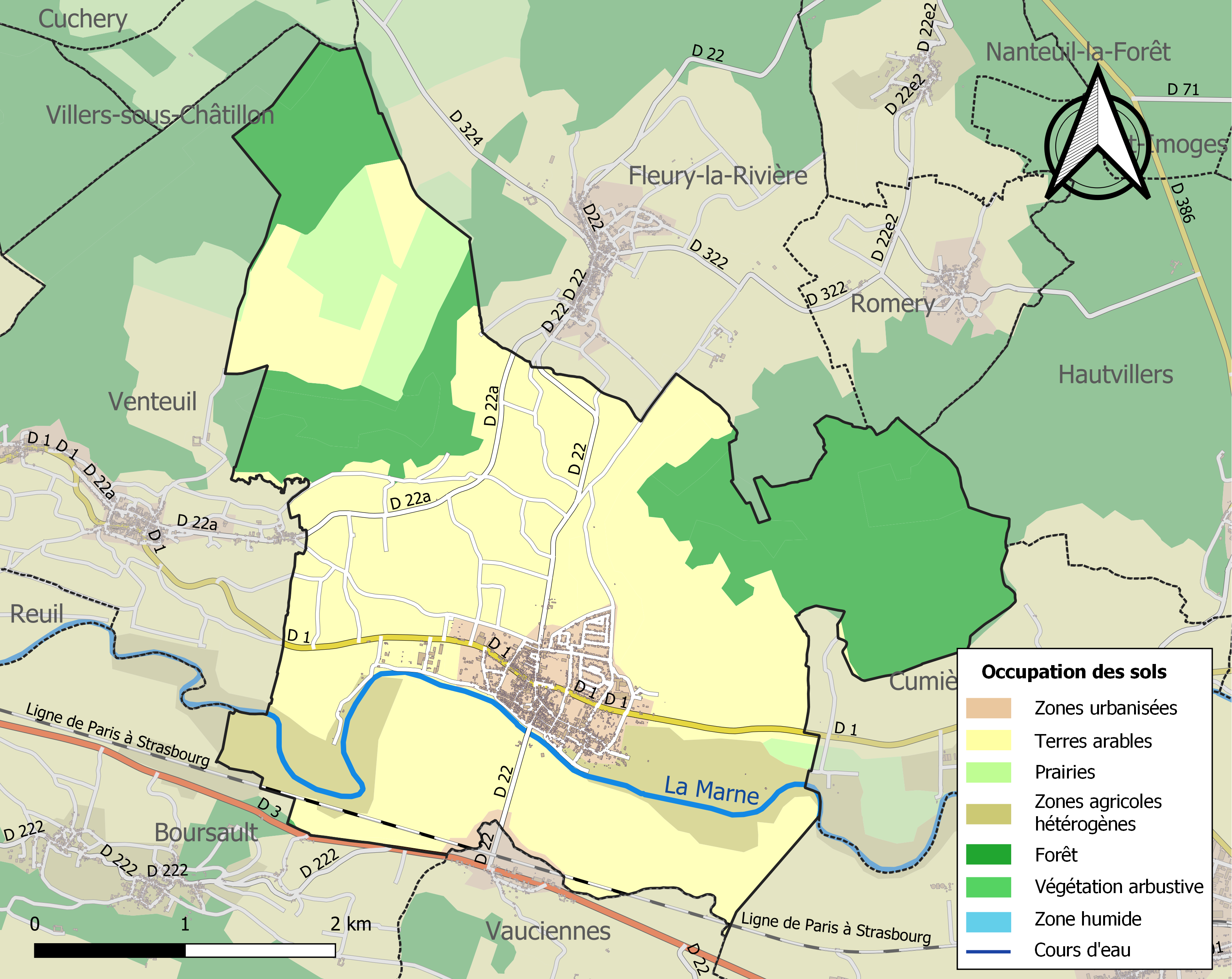
Carte des infrastructures et de l'occupation des sols de la commune en 2018 (CLC).

L'occupation des sols de la commune, telle qu'elle ressort de la base de données européenne d’occupation biophysique des sols Corine Land Cover (CLC), est marquée par l'importance des territoires agricoles (67,5 % en 2018), en diminution par rapport à 1990 (68,4 %). La répartition détaillée en 2018 est la suivante : 
cultures permanentes (29,5 %), forêts (26,8 %), terres arables (23,6 %), zones agricoles hétérogènes (8,7 %), zones urbanisées (5,7 %), prairies (5,7 %). L'évolution de l’occupation des sols de la commune et de ses infrastructures peut être observée sur les différentes représentations cartographiques du territoire : la carte de Cassini (XVIIIe siècle), la carte d'état-major (1820-1866) et les cartes ou photos aériennes de l'IGN pour la période actuelle (1950 à aujourd'hui).

### Habitat et logement
En 2018, le nombre total de logements dans la commune était de 760, alors qu'il était de 751 en 2013 et de 737 en 2008.
Parmi ces logements, 86,5 % étaient des résidences principales, 1,7 % des résidences secondaires et 11,8 % des logements vacants. Ces logements étaient pour 91,5 % d'entre eux des maisons individuelles et pour 7,7 % des appartements.
Le tableau ci-dessous présente la typologie des logements à Damery en 2018 en comparaison avec celle de la Marne et de la France entière. Une caractéristique marquante du parc de logements est ainsi une proportion de résidences secondaires et logements occasionnels (1,7 %) inférieure à celle du département (2,9 %) et à celle de la France entière (9,7 %). Concernant le statut d'occupation de ces logements, 81,2 % des habitants de la commune sont propriétaires de leur logement (80,1 % en 2013), contre 51,7 % pour la Marne et 57,5 % pour la France entière.
| Typologie                                               | Damery | Marne | France entière |
| ------------------------------------------------------- | ------ | ----- | -------------- |
| Résidences principales (en %)                           | 86,5   | 88,1  | 82,1           |
| Résidences secondaires et logements occasionnels (en %) | 1,7    | 2,9   | 9,7            |
| Logements vacants (en %)                                | 11,8   | 9     | 8,2            |

## Toponymie

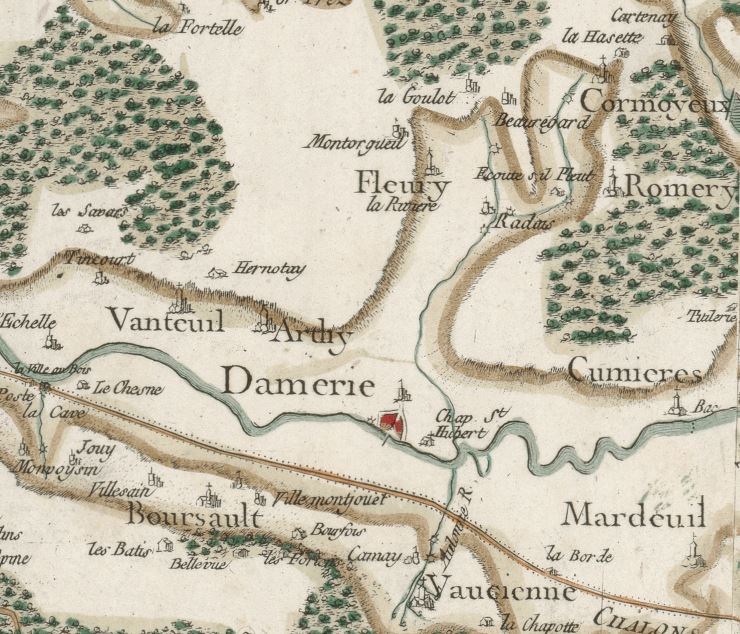
Carte de Cassini représentant Damerie et ses environs au XVIIIe siècle.

La première citation du village remonte à 840, le village s'appelait alors Domnus Reguis, puis Ville que vocatur Dameriacus en 1101, pour devenir Dameriacus dans un cartulaire de Saint-Remy en 1123, Dameriae en 1153, Damerium en 1165, Dameryacum en 1175. Damery apparaît en 1151 dans une histoire des comtes de Champagne et Dameri en 1222 dans une liste des vassaux de Champagne. Damery sur Marne en 1503 dans un cartulaire de l'évêché et du chapitre de Châlons.
Toponyme dérivé de Domnus Regius qui prouve que ce lieu était un domaine royal. L'origine de ce nom est indo-européenne l'étymologie de ce toponyme provient de l'agglutination du latin dominus et nom de personne gallo-romain regius qui signifie : la « terre du seigneur de regius (royal) ».

## Histoire

### Antiquité
Damery était un vicus gallo-romain avec une demeure importante qui fut détruite lors de l'utilisation en carrière de la partie dite terres de Saint-Hubert. Le village était sur la partie droite de la Marne et se tenait au gué de la route qui venait de Reims et Bourgeois y situe là un fanum. Un four de potier et sa maison furent mises au jour en 1947 en la maison Namur ; un atelier monétaire et plusieurs milliers de pièces romaines furent trouvés. Des tombes du IVe siècle furent trouvées au lieu-dit la Terrière. Le réseau de caves qui reliait toutes les maisons du vieux village servait de refuge en cas d'invasion.[réf. nécessaire] La commune dépendait de l'élection d'Épernay, de la coutume de Vitry, du diocèse de Soissons pour son église ce jusqu'en 1789.

### Époque contemporaine

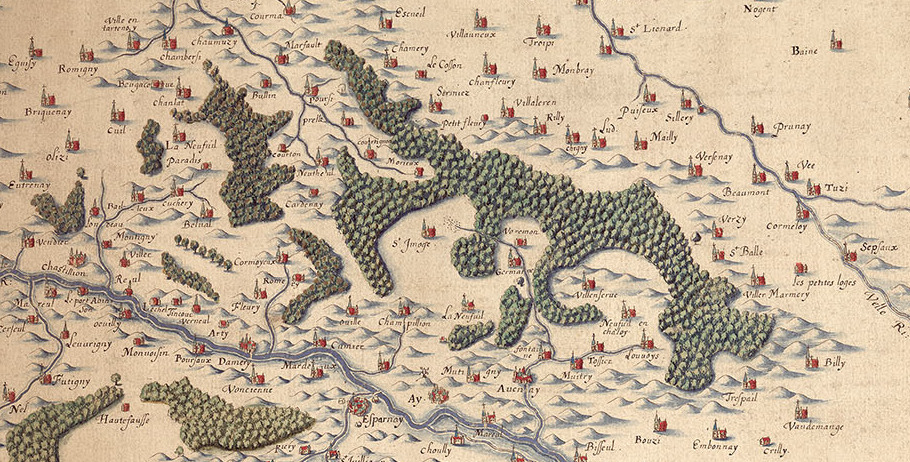
Damery et la vallée de la Marne du XIXe siècle.

Dans les années 1850, la gare de Damery - Boursault est ouverte sur la ligne de Paris-Est à Strasbourg-Ville, qui traverse la commune. Elle a fermé au trafic des voyageurs[Quand ?] et son bâtiment existe toujours, reconverti en habitation.
La commune est décorée de la Croix de guerre 1914-1918 le 30 mai 1921.

## Politique et administration

### Rattachements administratifs et électoraux

#### Rattachements administratifs
La commune se trouve dans l'arrondissement d'Épernay du département de la Marne.
Elle faisait partie de 1801 à 1973 du canton d'Épernay, année où celui-ci est scindé et la commune rattachée au canton d'Épernay-2. Dans le cadre du redécoupage cantonal de 2014 en France, cette circonscription administrative territoriale a disparu, et le canton n'est plus qu'une circonscription électorale.

#### Rattachements électoraux
Pour les élections départementales, la commune fait partie depuis 2014 du canton de Dormans-Paysages de Champagne
Pour l'élection des députés, elle fait partie de la troisième circonscription de la Marne.

### Intercommunalité
Damery était membre de la communauté de communes des Deux Vallées, un établissement public de coopération intercommunale (EPCI) à fiscalité propre créé en 1995 et auquel la commune avait transféré un certain nombre de ses compétences, dans les conditions déterminées par le code général des collectivités territoriales.
Dans le cadre des dispositions de la loi portant nouvelle organisation territoriale de la République du 7 août 2015, qui prévoit que les établissements publics de coopération intercommunale (EPCI) à fiscalité propre doivent avoir un minimum de 15 000 habitants, cette intercommunalité a fusionné avec sa voisine pour former, le 1er janvier 2017, la communauté de communes des Paysages de la Champagne, dont est désormais membre la commune.

### Liste des maires
| Période                                  | Période                   | Identité              | Étiquette | Qualité      |
| ---------------------------------------- | ------------------------- | --------------------- | --------- | ------------ |
| Les données manquantes sont à compléter. |                           |                       |           |              |
|                                          |                           |                       |           |              |
| 1825                                     |                           | M. Charpentier        |           |              |
|                                          |                           |                       |           |              |
| avant 1858                               |                           | Claude Augustin Palle |           |              |
| avant 1875                               |                           | Auguste Palle         |           |              |
| avant 1882                               |                           | Joseph Ambroise Ciret |           |              |
|                                          |                           |                       |           |              |
| 2001                                     | 2008                      | Joseph Lefebvre       |           |              |
| 2008                                     | mai 2020                  | Danièle Fortier       |           |              |
| mai 2020                                 | En cours (au 6 juin 2023) | Sandrine Mignon       |           | Agricultrice |

## Équipements et services publics

### Eau et déchets
L'approvisionnement en eau potable et l'assainissement des eaux usées sont des compétences de la communauté de communes des Paysages de la Champagne. La commune de Damery est alimentée en eau potable par le captage de « La Fosse Monsieur », situé sur son territoire. La production et la distribution d'eau potable font l'objet d'une délégation de service public confiée à Suez jusqu'en 2029. Damery accueille une station d'épuration d'une capacité de 5 000 équivalent-habitants sur son territoire, desservant également Venteuil. L'assainissement collectif y est assuré en régie par la communauté de communes.
La communauté de communes est également compétente en matière de déchets. La collecte des ordures ménagères résiduelles et des déchets recyclables est réalisée en porte à porte. La communauté de commune adhérant au syndicat de valorisation des ordures ménagères de la Marne (SYVALOM), ces déchets sont amenés au centre de transfert départemental de Pierry puis valorisés sur le site de La Veuve. La collecte du verre et des textiles se fait en apport volontaire..
Damery-Venteuil est l'une des six déchèteries mises à disposition des habitants de la communauté de communes et accessibles après création d'une carte d'accès. Les autres déchèteries de la communauté de communes sont situées à Châtillon-sur-Marne, Fèrebrianges, Mareuil-le-Port, Montmort-Lucy et Trélou-sur-Marne.

### Enseignement
Damery fait partie de l'académie de Reims.
La commune compte un groupe scolaire, accueillant également les enfants de Boursault, Cormoyeux, Romery et Vauciennes. Il est composé d'une école maternelle de 53 élèves située rue de Tarbes et d'une école élémentaire de 103 élèves située place des Écoles (chiffres 2024-2025).
Les enfants de Damery sont ensuite rattachés au collège Côte Legris d'Épernay et au lycée Stéphane-Hessel d'Épernay.

### Postes et télécommunications
La commune dispose d'un bureau de poste, installé rue Paul Douce. Trois boîtes aux lettres de La Poste se trouvent par ailleurs sur le territoire de la commune : rue de Tarbes, rue du Maréchal de Lattre de Tassigny et rue Jean Mermoz.

### Justice, sécurité et secours
Du point de vue judiciaire, Damery relève du conseil de prud'hommes d'Épernay, du tribunal de commerce de Reims, du tribunal judiciaire, du tribunal paritaire des baux ruraux et du tribunal pour enfants de Châlons-en-Champagne, dans le ressort de la cour d'appel de Reims. Pour le contentieux administratif, la commune dépend du tribunal administratif de Châlons-en-Champagne et de la cour administrative d'appel de Nancy.
Damery est située en secteur Gendarmerie nationale et dépend de la brigade de Dizy.
En matière d'incendie et de secours, la caserne la plus proche est celle d'Épernay, rattachée au Service départemental d'incendie et de secours (SDIS) de la Marne. La commune est rattachée au centre de première intervention de Venteuil-Damery qui compte 17 sapeurs-pompiers volontaires intercommunaux suppléant les pompiers professionnels du SDIS.

## Population et société

### Démographie
L'évolution du nombre d'habitants est connue à travers les recensements de la population effectués dans la commune depuis 1793. Pour les communes de moins de 10 000 habitants, une enquête de recensement portant sur toute la population est réalisée tous les cinq ans, les populations de référence des années intermédiaires étant quant à elles estimées par interpolation ou extrapolation. Pour la commune, le premier recensement exhaustif entrant dans le cadre du nouveau dispositif a été réalisé en 2005.

En 2022, la commune comptait 1 329 habitants, en évolution de −7,96 % par rapport à 2016 (Marne : −1,19 %, France hors Mayotte : +2,11 %).
| 1793  | 1800  | 1806  | 1821  | 1831  | 1836  | 1841  | 1846  | 1851  |
| ----- | ----- | ----- | ----- | ----- | ----- | ----- | ----- | ----- |
| 1 837 | 1 925 | 1 944 | 1 861 | 1 751 | 1 808 | 1 770 | 1 872 | 1 899 |

| 1856  | 1861  | 1866  | 1872  | 1876  | 1881  | 1886  | 1891  | 1896  |
| ----- | ----- | ----- | ----- | ----- | ----- | ----- | ----- | ----- |
| 1 735 | 1 747 | 1 707 | 1 579 | 1 785 | 1 720 | 1 905 | 1 837 | 1 775 |

| 1901  | 1906  | 1911  | 1921  | 1926  | 1931  | 1936  | 1946  | 1954  |
| ----- | ----- | ----- | ----- | ----- | ----- | ----- | ----- | ----- |
| 1 738 | 1 613 | 1 594 | 1 654 | 1 556 | 1 535 | 1 416 | 1 270 | 1 356 |

| 1962  | 1968  | 1975  | 1982  | 1990  | 1999  | 2005  | 2006  | 2010  |
| ----- | ----- | ----- | ----- | ----- | ----- | ----- | ----- | ----- |
| 1 397 | 1 350 | 1 459 | 1 461 | 1 458 | 1 367 | 1 444 | 1 472 | 1 507 |

| 2015  | 2020  | 2022  | - | - | - | - | - | - |
| ----- | ----- | ----- | - | - | - | - | - | - |
| 1 448 | 1 346 | 1 329 | - | - | - | - | - | - |

### Cultes
Pour le culte catholique, Damery est le siège de la paroisse Saint-Sébastien - Rives de Marne, au sein du diocèse de Châlons-en-Champagne.

### Médias
La presse écrite régionale comprend le quotidien L'Union et l'hebdomadaire L'Hebdo du vendredi.
Parmi les stations de radio locales, il est possible de citer Ici Champagne-Ardenne et Champagne FM.

## Économie
L'activité viticole est importante, avec plusieurs maisons de Champagne implantées dont le Champagne A.R. Lenoble. À proximité, sur la commune de Boursault (Marne), se situe le château de même nom, construit au milieu du XIXe siècle pour la fameuse Veuve Clicquot, une femme d'affaires qui a participé à construire la renommée internationale du champagne.

## Culture locale et patrimoine

### Lieux et monuments

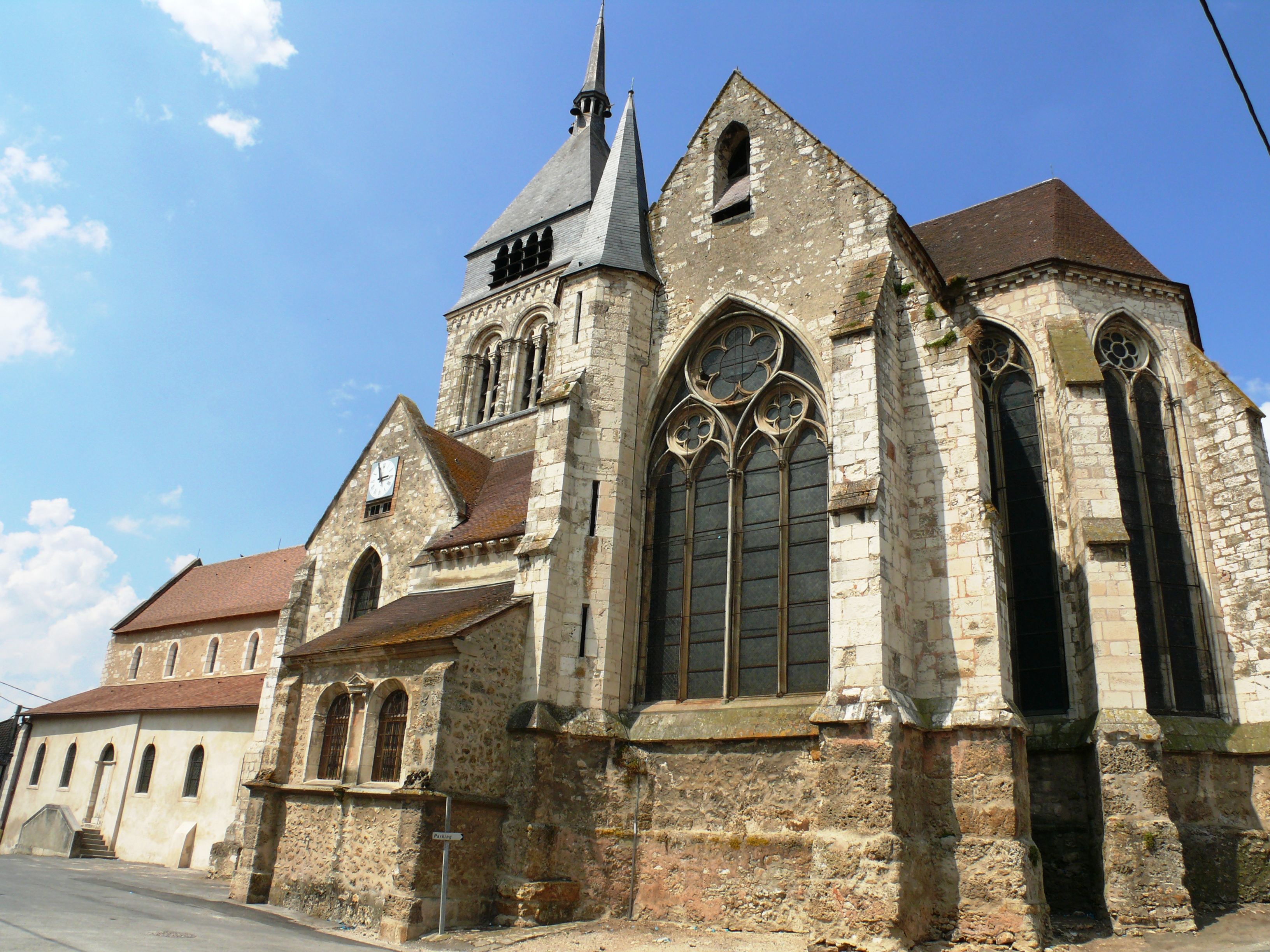
Façade sud de l'église.

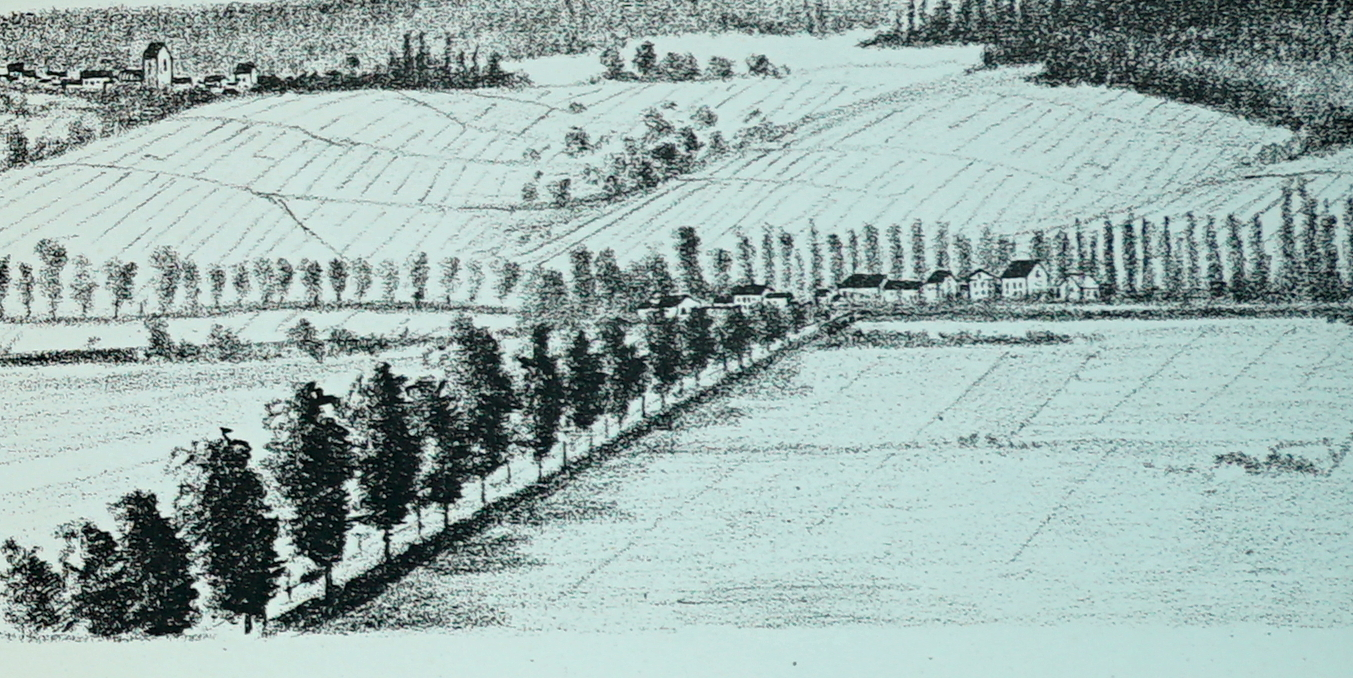
Damery et son allée de platanes, gravure de 1887, bibliothèque Carnegie (Reims).

- L’église Saint-Georges[49],[50] a été le siège d'un prieuré entre le XIIe siècle et le XVIe siècle. Elle est classée Monument historique le 15 décembre 1911[51],[52].

L'église comprend deux parties très différentes :
- la nef et le transept romans construits vers 1150-1160,
- le chœur et le doublement du transept gothiques construits vers 1250.
- Une allée de platanes, site naturel classé.
- L'actuel pont de Damery, construit en 1954, traverse la Marne et permet de relier Damery à La Chaussée de Damery.

### Personnalités liées à la commune

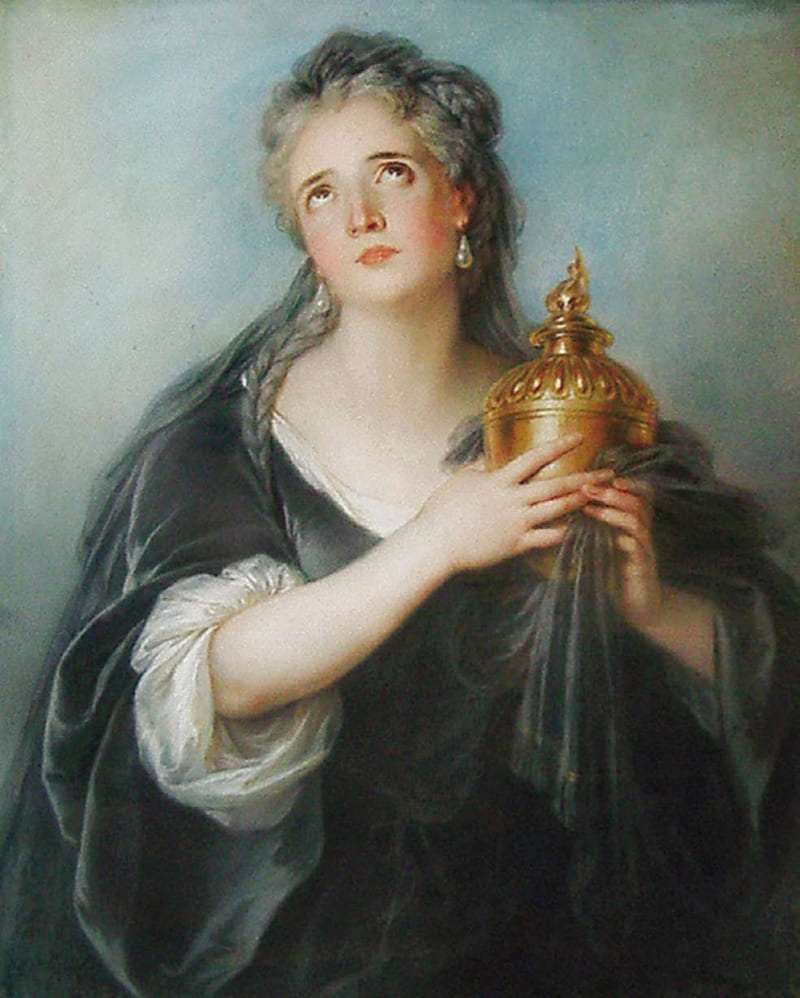
Adrienne Lecouvreur

- Adrienne Couvreur, dite Adrienne Lecouvreur (1695-1730). Elle est considérée comme la plus grande actrice de son temps.
- Louis-Antoine Saintomer l'aîné (1752-1810). Né à Damery, maître écrivain.
- Médard Bonnart (Damery 13 juillet 1775 - Damery 28 septembre 1843), vétéran des armées impériales, officier de gendarmerie et chevalier de la Légion d'honneur. Il est l'auteur de mémoires intitulés Histoire de Médard Bonnart, capitaine de gendarmerie en retraite (Épernay, 1828, 2 volumes) et réédités sous le titre de Souvenirs d'un capitaine de gendarmerie (Maisons-Alfort, Service historique de la gendarmerie nationale, 2004, 659 p).
- Jean-Baptiste-Hubert Geresme, membre du Conseil de la Commune de Paris né à Damery en 1828.
- Edmond Dubois, surnommé le "Rédempteur de la Champagne", est né à Damery en 1872. Il fut un acteur majeur de la révolte champenoise de 1911 en Champagne.

### Héraldique
| Blason de Damery | Blason  | Taillé d'azur et de gueules au sautoir d'argent brochant sur la partition. |
| Blason de Damery | Détails | Le statut officiel du blason reste à déterminer.                           |

## Pour approfondir